# Samsung Galaxy Z (gama)
| 2019 | Samsung Galaxy Fold     |
| 2020 | Samsung Galaxy Z Flip   |
| 2020 | Samsung Galaxy Z Fold 2 |
| 2021 | Samsung Galaxy Z Fold 3 |
| 2021 | Samsung Galaxy Z Flip 3 |
| 2022 | Samsung Galaxy Z Fold 4 |
| 2022 | Samsung Galaxy Z Flip 4 |
| 2023 | Samsung Galaxy Z Fold 5 |
| 2023 | Samsung Galaxy Z Flip 5 |
| 2024 | Samsung Galaxy Z Fold 6 |
| 2024 | Samsung Galaxy Z Flip 6 |

La serie Samsung Galaxy Z (denominada Samsung Galaxy Foldables en algunos territorios) es una línea de teléfonos inteligentes plegables de gama alta fabricados por Samsung Electronics.
Con el anuncio del Galaxy Z Flip, los futuros teléfonos inteligentes plegables de Samsung serán parte de la serie Galaxy Z.

## Dispositivos

### Samsung Galaxy Fold

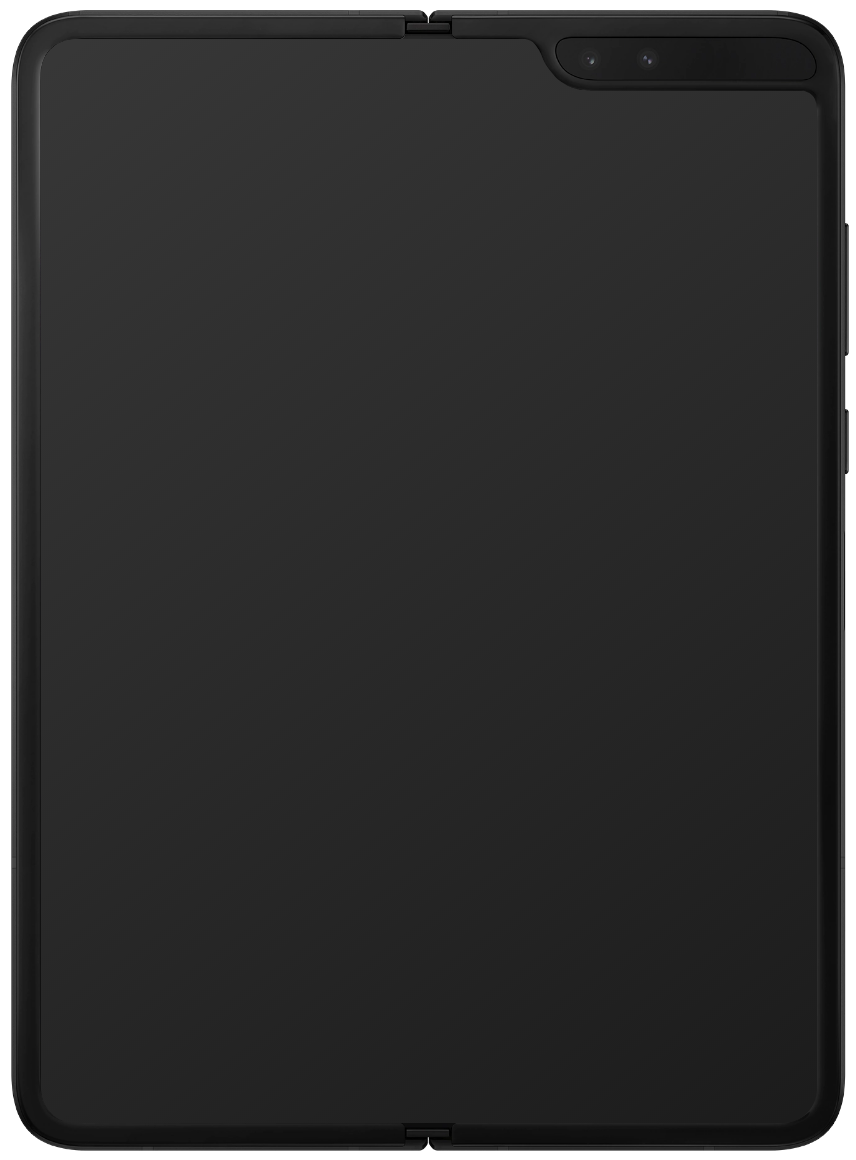
Galaxy Fold

El Samsung Galaxy Fold fue el primer teléfono de la serie Galaxy Z y el único que no se comercializó con la marca "Z". Se anunció el 20 de febrero de 2019 y se lanzó el 6 de septiembre de 2019 en Corea del Sur. El 12 de diciembre se lanzó una versión del dispositivo comercializado como Samsung W20 5G exclusivamente para China Telecom, con un procesador Snapdragon 855+ más rápido y un acabado blanco único.

### Samsung Galaxy Z Flip

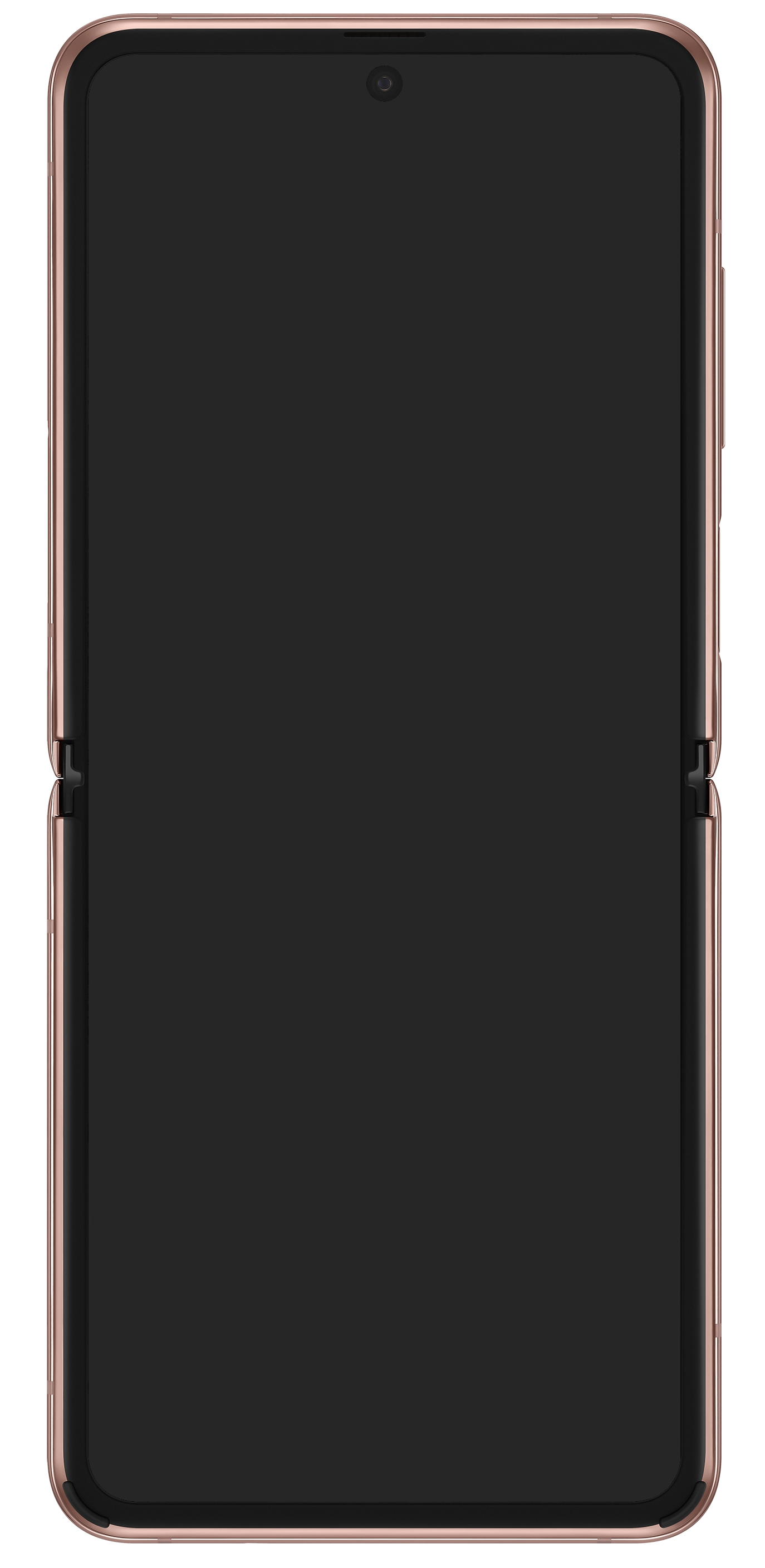
Galaxy Z Flip

El Samsung Galaxy Z Flip y Z Flip 5G se lanzaron el 14 de febrero de 2020 y el 7 de agosto de 2020 respectivamente, y fue el primer dispositivo comercializado con la marca "Z". A diferencia del Galaxy Fold, el dispositivo se pliega verticalmente y utiliza un revestimiento de vidrio híbrido con la marca "Infinity Flex Display".

### Samsung Galaxy Z Fold 2
El Samsung Galaxy Z Fold 2 5G se lanzó el 18 de septiembre de 2020 y es la segunda generación del diseño plegable hacia afuera de Samsung presentado con el Fold original. Cuenta con una pantalla frontal significativamente más grande que su predecesora, una pantalla plegable de alta frecuencia de actualización de 120 Hz, biseles mínimos y cámaras mejoradas. Un modelo de lujo llamado Samsung W21 5G se presentó en noviembre de 2020 exclusivamente para el mercado chino.

### Samsung Galaxy Z Fold 3 y Z Flip 3
Samsung presentó su tercera generación de teléfonos plegables, el Galaxy Z Fold 3 5G y el Galaxy Z Flip 3 5G el 11 de agosto de 2021.
Tanto el Z Fold 3 como el Z Flip 3 tienen materiales más duraderos, una bisagra rediseñada y resistencia al agua IPX8.

## Cambio de marca en Europa
En marzo de 2022, Samsung comenzó a cambiar discretamente el nombre de los dispositivos Galaxy Fold y Flip actuales en los estados bálticos (Estonia, Letonia y Lituania) para eliminar la marca "Z" de sus nombres. Esto se debe a razones de sensibilidad debido a la invasión rusa de Ucrania en 2022, ya que la letra "Z" ha sido utilizada como símbolo por el ejército ruso y como símbolo a favor de la guerra por los ciudadanos rusos.